# Chiến tranh Nguyên Mông – Đại Việt lần 3
Chiến tranh Nguyên Mông – Đại Việt lần 3 (theo cách gọi khác ở Việt Nam là Kháng chiến chống quân Nguyên Mông lần thứ 3) là cuộc chiến tranh giữa Đại Nguyên và Đại Việt diễn ra trên lãnh thổ Đại Việt từ tháng 12 năm 1287 đến cuối tháng 4 năm 1288.
Đại Việt lại một lần nữa đẩy lui được cuộc xâm lăng của Nguyên Mông. Sau này, giữa nhà Trần và nhà Nguyên không phát sinh thêm cuộc chiến tranh nào và đây được sử sách nhìn nhận là cuộc chiến cuối cùng giữa hai bên.

## Bối cảnh
Sau thất bại trong việc chinh phạt Đại Việt năm 1285, hoàng đế nhà Nguyên là Hốt Tất Liệt vẫn không từ bỏ kế hoạch chiếm Đại Việt. Gần như ngay lập tức, kế hoạch tái chinh phạt được hoạch định. Ngày 21 tháng 8 năm 1285, Khu mật viện nhà Nguyên trình đề nghị tái chiến với Đại Việt
Giữa tháng 2 năm 1286, Hốt Tất Liệt lệnh cho A Lý Hải Nha bàn kế hoạch đánh Đại Việt. Đầu tháng 3, danh sách các chỉ huy quân Nguyên tham gia được phê duyệt. Giữa tháng 3, việc điều động binh lính bắt đầu và đồng thời một dự án đóng 300 tàu chiến được khởi công.
Tuy nhiên, do những cuộc khởi nghĩa của nhân dân Trung Quốc nổ ra khắp nơi ở miền Nam Trung Quốc, nên vào tháng 6 năm 1286 vua Nguyên ra lệnh hoãn việc chinh phạt Đại Việt. Đến cuối năm 1286, việc chuẩn bị chinh phạt Đại Việt được tái khởi động.

## Lực lượng

### Quân Nguyên
Theo kế hoạch mà Hốt Tất Liệt đề ra vào tháng 3 năm 1286, đội quân Nguyên chinh phạt Đại Việt vẫn sẽ do Thoát Hoan làm tổng tư lệnh. A Lý Hải Nha làm phó tổng tư lệnh. Các chỉ huy cao cấp khác gồm Áo Lỗ Xích, Ô Mã Nhi, Phàn Tiếp (tướng người Hán của nhà Nguyên), Diệp Hắc Mê Thất, A Lý Quỹ Thuận,... Sau đó, tháng 11 năm 1286, A Bát Xích, A Lý, Trình Bằng Phi (tướng người Hán của nhà Nguyên), Ái Lỗ, Trương Ngọc, Lưu Khuê, Tích Đô Nhi, Trương Văn Hổ, Phí Củng Thìn, Đào Đại Minh (những tên cướp biển người Hán làm tướng nhà Nguyên), Trần Trọng Đạt, Tạ Hữu Khuê, Bồ Tý Thành cũng được điều động. Phần lớn các tướng lĩnh này đều đã từng tham gia chinh phát Đại Việt năm 1285. A Lý Hải Nha qua đời ngày 18 tháng 6 năm 1286, và Áo Lỗ Xích được cử làm phó cho Thoát Hoan.
Theo Nguyên sử, ngoài việc huy động lại những quân lính trong lần chinh phạt thứ 2 thoát được về Trung Quốc, nhà Nguyên còn huy động thêm 7 vạn quân Mông Cổ và Hán của ba tỉnh Giang Hoài, Giang Tây, Hồ Quảng, 1.000 quân nhà Nam Tống cũ đầu hàng theo Nguyên, 6.000 quân của Vân Nam, 15.000 quân người Lê ở Hải Nam, ngoài ra còn quân người dân tộc ở Quảng Tây. Số quân huy động thêm mà Nguyên sử ghi là 92.000, chưa tính số quân người Choang không được ghi rõ. An Nam chí lược ghi tổng số quân là 10 vạn, nhưng khi vào đến Đại Việt hội binh thì lại ghi có 50 vạn. Đại Việt sử ký Toàn thư ghi số quân Nguyên là 50 vạn. Về thủy quân, quân Nguyên có 700 thuyền chiến mới đóng cùng 120 thuyền chiến của Hải Nam đều đặt dưới sự chỉ huy của Ô Mã Nhi. 100 thuyền vận tải chở 17 vạn thạch lương do Trương Văn Hổ chỉ huy đi cùng Ô Mã Nhi.
Trần Trọng Kim trong Việt Nam sử lược cho rằng số quân Nguyên khoảng 30 vạn và Trần Xuân Sinh trong Thuyết Trần cho rằng con số này giống như An Nam chí lược ghi khi quân Nguyên hội binh, là gần với sự thực, vì ngoài số quân mới huy động còn số quân trở về từ thất bại năm 1285 được điều động quay trở lại Đại Việt.
Dựa trên các dữ liệu trong Nguyên sử, James A. Anderson ước tích rằng quân Nguyên lần này có khoảng 17 vạn quân chính quy. Cộng thêm số dân binh theo tỷ lệ cứ mỗi quân chính quy lại có 1-2 dân binh đi theo, thì đoàn quân Nguyên sẽ khoảng 35 - 50 vạn người.
Rút kinh nghiệm từ thất bại lần trước, quân Nguyên trang bị hai hạm thuyền lớn. Hạm đội tải lương dưới quyền của Trương Văn Hổ, chở theo 17 vạn thạch lương (có sách chép 70 vạn) để giúp đảm bảo hậu cần cho quân Nguyên, giảm bớt sự lệ thuộc vào việc tải lương đường bộ vốn rất khó khăn và tốn nhiều nhân lực. Hạm đội chiến đấu gồm hơn 600 chiến thuyền dưới quyền chỉ huy của Ô Mã Nhi, với hàng vạn thủy quân tinh nhuệ nhất của nước Nguyên là những sắc quân người Lê đảo Hải Nam, quân Tân Phụ miền Giang Nam. Hạm đội của Ô Mã Nhi có nhiệm vụ đánh mở đường và hộ tống đoàn thuyền lương của Trương Văn Hổ, đồng thời sẽ là một lực lượng quan trọng để phá tan ưu thế thủy chiến của quân Đại Việt. Lần xâm lược này, quân Nguyên có tổng quân số ít hơn lần trước, nhưng thủy quân được tăng cường mạnh mẽ hơn rõ rệt. Gần sát ngày tiến quân, Hốt Tất Liệt còn đích thân ra chỉ dụ căn dặn các tướng: "Không được cho Giao Chỉ là nước nhỏ mà khinh thường".

### Quân Trần
Phía Đại Việt đã tiến hành tổng động viên. Lần này lãnh đạo là Trần Nhân Tông. Tướng chỉ huy toàn bộ quân đội là Hưng Đạo Vương Trần Quốc Tuấn. Tổng số quân nhà Trần khoảng 32 vạn (con số này có lẽ tính gộp cả quân chủ lực lẫn quân địa phương và dân phu).
Trần Nhân Tông đại xá thiên hạ, chỉ trừ những người từng hàng quân Nguyên đều không được đại xá. Nhiều tù nhân được tha, tình nguyện tòng quân ra mặt trận để báo ơn.
Trần Quốc Tuấn với những kinh nghiệm tác chiến thu được sau khi đánh bại quân Nguyên 2 năm trước, sau khi phân tích tình hình quân Nguyên, đã tự tin tâu với vua Trần: "Thế giặc năm nay dễ phá"

## Diễn biến

### Hai bên dàn quân
Ngày 3 tháng 9 âm lịch, Thoát Hoan khởi binh từ đất Ngạc tiến về phía nam, mượn tiếng đưa "An Nam quốc vương" Trần Ích Tắc về nước. Quân Nguyên chia làm 3 cánh:
1. Cánh thứ nhất theo đường Vân Nam tiến xuống sông Thao và sông Lô như 2 lần trước do Ái Lỗ chỉ huy
2. Cánh thứ hai là quân chủ lực đi đường châu Khâm, châu Liêm do Thoát Hoan cùng Trình Bằng Phi, Áo Lỗ Xích, dẫn theo Trần Ích Tắc tiến vào biên giới đông bắc.
3. Cánh thứ 3 là thủy quân do Ô Mã Nhi, Phàn Tiếp chỉ huy 500 chiến thuyền cùng đoàn vận lương do Trương Văn Hổ phụ trách kéo theo sau.

Phía Đại Việt, Trần Quốc Tuấn thống lĩnh các vương hầu chia quân chống giữ các nơi. Trần Quốc Tuấn, Nguyễn Khoái mang 3 vạn quân giữ Lạng Sơn; Lê Phụ Trần mang 3 vạn quân vào giữ Thanh – Nghệ; Trần Khánh Dư giữ Vân Đồn; tự Trần Quốc Tuấn đóng binh ở Quảng Yên. Mặt khác, Hưng Đạo Vương sai quân biên giới giáp châu Tư Minh, chia ra đóng các đồn Sa, Từ, Trúc để chống bộ binh địch xâm nhập; lại sai một tướng khác ra giữ Bình Than.

### Đụng độ ở biên giới quốc gia
Cánh quân Nguyên chủ lực do Thoát Hoan và Áo Lỗ Xích chỉ huy tập kết tại Tư Minh vào ngày 18 tháng 12 năm 1287 và bắt đầu vào lãnh thổ Việt Nam ngày 25 tháng 12 năm 1287. Tiến tới Lộc Châu (Lộc Bình, Lạng Sơn) ngày 29 tháng 12 thì Thoát Hoan chia quân làm 2 mũi, một mũi do Trình Bằng Phi và Bột Đa Cáp Đáp Nhĩ chỉ huy có 1 vạn quân người Hán đi từ Vĩnh Bình tới Chi Lăng và một mũi nữa gồm số quân còn lại đi từ Lộc Bình tới Sơn Động; lưu 2500 quân ở lại vận lương, vũ khí và binh phục.
Ngả quân bộ do Aí Lỗ, A Thai và Mãng Cổ Đái chỉ huy từ Vân Nam tiến vào lãnh thổ Đại Việt còn sớm hơn cả ngả chính; ngày 11 tháng 12 đã đến Bạch Hạc.
Thủy quân của Ô Mã Nhi và Phàn Tiếp chỉ huy xuất phát từ Khâm Châu tiến về vùng bờ biển Đông Bắc của Đại Việt. Ngày 17 tháng 12 năm 1287, lực lượng chiến đấu chính do Ô Mã Nhi chỉ huy tách khỏi lực lượng vận tải lương thực, vài ngày sau thì tiến vào cửa biển Vạn Ninh (Móng Cái) từ đó đi ven bờ tiến tới cửa sông Bạch Đằng và theo sông này tiến vào Vạn Kiếp.
Gần như ngay khi đặt chân vào đất Đại Việt, quân Nguyên và quân Đại Việt đã giao chiến với nhau. Quân từ Vân Nam của Ái Lỗ giao chiến với 4 vạn quân của Trần Nhật Duật tại Bạch Hạc và giành thắng lợi, thu được một số thuyền và giết được Lê Thạch và Hà Anh của Đại Việt.
Các mũi quân của Thoát Hoan vừa qua sông biên giới, Trình Bằng Phi mang quân Hán tiến vào phía Lạng Châu và Lão Thử (Chi Lăng). Nguyên sử chép rằng cánh quân này thắng liền 17 trận, đánh chiếm các đồn Hãm Sa, Tư Trúc. Mũi nhánh thứ hai của Thoát Hoan có Thoát Hoan đi cùng vượt qua ải Khả Lý. Đến đầu năm 1288 thì đóng ở kênh Mao La.
Lực lượng thủy quân Nguyên không tiến vào Thanh - Nghệ rồi đánh ngược ra giống lần trước như nhà Trần dự định vì đã biết quân Trần đề phòng, trái lại tiến thẳng vào miền bắc để hợp binh với Thoát Hoan. Khi Ô Mã Nhi tiến tiến đến Quảng Yên thì giao chiến với quân của tướng Đại Việt là Trần Gia tại vụng Đa Mỗ (mũi Ngọc, Móng Cái). Trần Gia nỗ lực chống lại, chiếm được một số thuyền và đánh đắm vài thuyền lương đầu tiên. Phía Trần Gia cũng bị chết vài trăm người và thế yếu hơn, cuối cùng phải rút lui.
Thoát Hoan nghe tin báo lương thực bị hãm, liền lệnh cho các tướng đi cướp được một số lương thực của Đại Việt để dùng.
Đầu tháng chạp âm lịch, quân Trần tại khắp các đồn ải ở biên giới Lạng Sơn chống đỡ không nổi phải rút lui; một số nơi khác nghe tin thanh thế quân Nguyên quá lớn phải bỏ đồn rút trước khi quân Nguyên đến nơi.
Quân Trần yếu thế, lại bị quân Nguyên cướp lương, nên lui về Vạn Kiếp để bảo toàn lực lượng. Trần Gia tuy thắng được tiền quân thủy một trận nhỏ nhưng tiền quân thủy của Phàn Tiếp vẫn tiến được qua sông Bạch Đằng vào Bắc Giang. Trần Quốc Tuấn bố trí quân ra chặn ở sông nhưng không cản nổi. Phàn Tiếp gặp được quân bộ của Thoát Hoan.

### Trận Vạn Kiếp và phía tây bắc nước ta
Thoát Hoan chia quân đánh chiếm núi Phả Lại và núi Chí Linh (Hải Dương), lập trại vững chắc để bố phòng.
Trình Bằng Phi tiến đánh trại Phù Sơn, quân Trần dùng tên độc giết nhiều quân Nguyên nhưng sau đó Bằng Phi được tiếp viện, lại quay trở lại đánh. Quân Trần rút lui.
Đầu tháng 1 năm 1288, hai cánh quân của Thoát Hoan và Trình Bằng Phi hợp lại tại Vạn Kiếp. Dọc đường từ Lộc Châu đến Vạn Kiếp, cánh Trình Bằng Phi đã giao chiến với quân Đại Việt 17 trận, còn cánh của Thoát Hoan chỉ gặp sự kháng cự yếu ớt. Lực lượng Đại Việt tại Vạn Kiếp rất ít và đã rút lui về Thăng Long.
Thoát Hoan chiếm lấy Vạn Kiếp làm căn cứ đầu não, để ở đây 2 vạn quân, dựng thành gỗ trên núi ở Chí Linh và Phả Lại. Từ đây, quân Nguyên đánh rộng ra xung quanh và tiến về Thăng Long.
Tại mặt trận tây bắc, đạo quân của Aí Lỗ từ Vân Nam theo dòng sông Thao và sông Lô đánh xuống. Quân của các chủ trại Tuyên Quang ra đánh chặn không nổi. Trần Nhật Duật vốn giữ mặt trận Lạng Sơn, sợ địch vào sâu bèn ra đóng ở Bạch Hạc để ngăn quân Aruq. Hai bên giao chiến tất cả 18 trận và cùng bị thiệt hại. Hai tướng nhà Trần là Hà Anh và Lê Thạch bị quân Nguyên bắt giết.
Cuối cùng Trần Nhật Duật thua chạy. Ái Lỗ tiến vào Thăng Long.

### Trận Cao Lạng
Xem thêm: Lê Tắc
Khi đạo quân chủ lực Thoát Hoan cùng "An Nam quốc vương" Trần Ích Tắc tiến vào Thăng Long thì lực lượng hậu đội do các tướng người Việt chạy theo Nguyên là Lê Tắc cùng Lê An mang 5000 quân hộ tống con Trần Ích Tắc là Trần Dục mới 9 tuổi kéo theo sau quân Nguyên, đúng đường Thoát Hoan đã đi.
Tuy không gặp phải sự ngăn cản của quân chủ lực nhà Trần nhưng cánh quân Lê Tắc lại bị sự phục kích của tướng người Tày là Nguyễn Thế Lộc tại cửa ải Nội Bàng. Quân Nguyên bị tổn hại nhưng vẫn tiến qua được biên giới. Nguyễn Thế Lộc bủa vây, Lê Tắc dựa vào sông Lục Nam bày trận chống lại. Thế Lộc để chừa lại hướng bắc, vây 2 mặt kẹp lại. Lê Tắc và Lê An không chống nổi, phải theo hướng bắc để ngỏ chạy trở lại biên giới. Thế Lộc tung quân đuổi theo. Lê An bế Trần Dục đi con ngựa gầy chạy chậm, bị quân Trần đuổi sát. Lê Tắc vội quay ngựa lại, nhường ngựa tốt mình đang cưỡi cho Lê An ôm Dục chạy trước. Cuối cùng cánh quân Nguyên này chỉ còn không đầy 100 người, chạy thoát về châu Tư Minh đúng ngày Tết nguyên đán năm Mậu tý (1288).
Lê Tắc thuộc đường nên dẫn bọn Vạn hộ Đạt, Thiên hộ Tiêu, Nguyễn Lĩnh, Lê Yến, Trần Dục... cùng khoảng 60 kỵ binh còn sót lại đêm ngày chạy trốn về nước Nguyên. Đám tướng người Việt cùng tàn binh bày tiệc ăn Tết và ăn mừng thoát chết. Lê Tắc tự ghi trong hồi ký của mình: "Chật vật hiểm nghèo, muôn phần chắc chết. Ngày chạy mấy trăm dặm, từ nửa đêm đến tảng sáng đến châu, vọng bái cửa khuyết, mừng tết năm Mậu Tý".

### Trận Thăng Long
Cuối tháng 1, quân Nguyên bắt đầu tiến đánh Thăng Long. Cánh quân Vân Nam của Aruq gặp đại quân Thoát Hoan ở bên bờ sông Hồng gần Thăng Long.
Ngày 2 tháng 2 năm 1288, quân Nguyên bắt đầu đánh thành. Trần Quốc Tuấn dàn quân cố thủ. Quân Trần nấp trong thành bắn tên đạn ra. Quân Nguyên bao vây tấn công vài lần không có kết quả. Trần Quốc Tuấn sai Trần Cao vài lần đến trại Thoát Hoan xin giảng hoà, nhưng ban đêm thường kéo ra từng toán nhỏ đánh lén vào trại quân Nguyên, đốt phá lương thực rồi rút lui. Thoát Hoan điều quân ra ngoài truy kích, nhưng quân Trần thường ẩn nấp khó phát hiện ra.
Trong các cuộc xung đột quanh kinh thành, tướng Trần Ngạc (tông thất nhà Trần) bị trúng tên tử trận.
Sau khi thấy cầm chân quân Nguyên đã đủ lâu, Trần Quốc Tuấn rút về kinh thành, sai tướng rước vua Trần lui xuống hạ lưu sông Hồng rồi theo cửa Giao Thủy đi ra biển vòng lên Tháp Sơn (Đồ Sơn). Sau đó bị cánh quân Nguyên của Ô Mã Nhi đuổi quá gấp, thượng hoàng Thánh Tông và Nhân Tông phải xuống thuyền vào Thanh Hóa. Ô Mã Nhi mang vài chục thuyền và ít lương đuổi gấp theo, nhưng nghe tin có Lê Phụ Trần cầm một đạo thủy quân lớn đã phòng ở Thanh Hoá, liệu thế không đánh nổi đành quay trở lại. Qua Long Hưng, Ô Mã Nhi bực tức sai phá lăng Trần Thái Tông.
Thoát Hoan sai Ô Mã Nhi truy đuổi các vua Trần. Ô Mã Nhi sai bắn tin với vua Trần rằng: "Ngươi chạy lên trời ta theo lên trời, ngươi chạy xuống đất ta theo xuống đất, ngươi trốn lên núi ta theo lên núi, ngươi lặn xuống nước ta theo xuống nước".
Vua Trần Nhân Tông cùng Thượng hoàng Trần Thánh Tông đem một hạm đội vào Thanh Hóa. Nhờ có thuyền bè nhiều và nhanh nhẹn, quân Đại Việt có thể dễ dàng chia quân tùy thích để chốt giữ các đồn trại, một phần trong số đó là để đánh lạc hướng, làm nhiễu thông tin trinh sát của địch. Theo Nguyên sử ghi chép thì quân Nguyên "thắng trận liên tục" ở Cá Trầm, Cá Lê, Man San, Ngụy Trại (những địa danh chép theo Nguyên sử, không rõ vị trí cụ thể), nhưng thực chất những trận này chỉ đụng phải những lực lượng nghi binh của nhà Trần.
Các tài liệu dẫn về trận Thăng Long chưa hoàn toàn thống nhất. Khâm định Việt Sử Thông giám Cương mục, Việt Sử tiêu án và Việt Nam sử lược chỉ nêu Thoát Hoan vây đánh nhưng không hạ được thành; Đại Việt Sử ký Toàn thư không chép trận Thăng Long. Một số sách sử Việt Nam hiện đại cho rằng quân Trần bỏ thành rút lui. Quân Nguyên lọt được vào kinh thành, nhưng sau đó đụng độ kịch liệt với quân Trần. Sau vài lần giao chiến, cuối cùng quân Nguyên phải rút lui, trước khi rút đã đốt phá cung điện và phố xá.

### Trận Vân Đồn

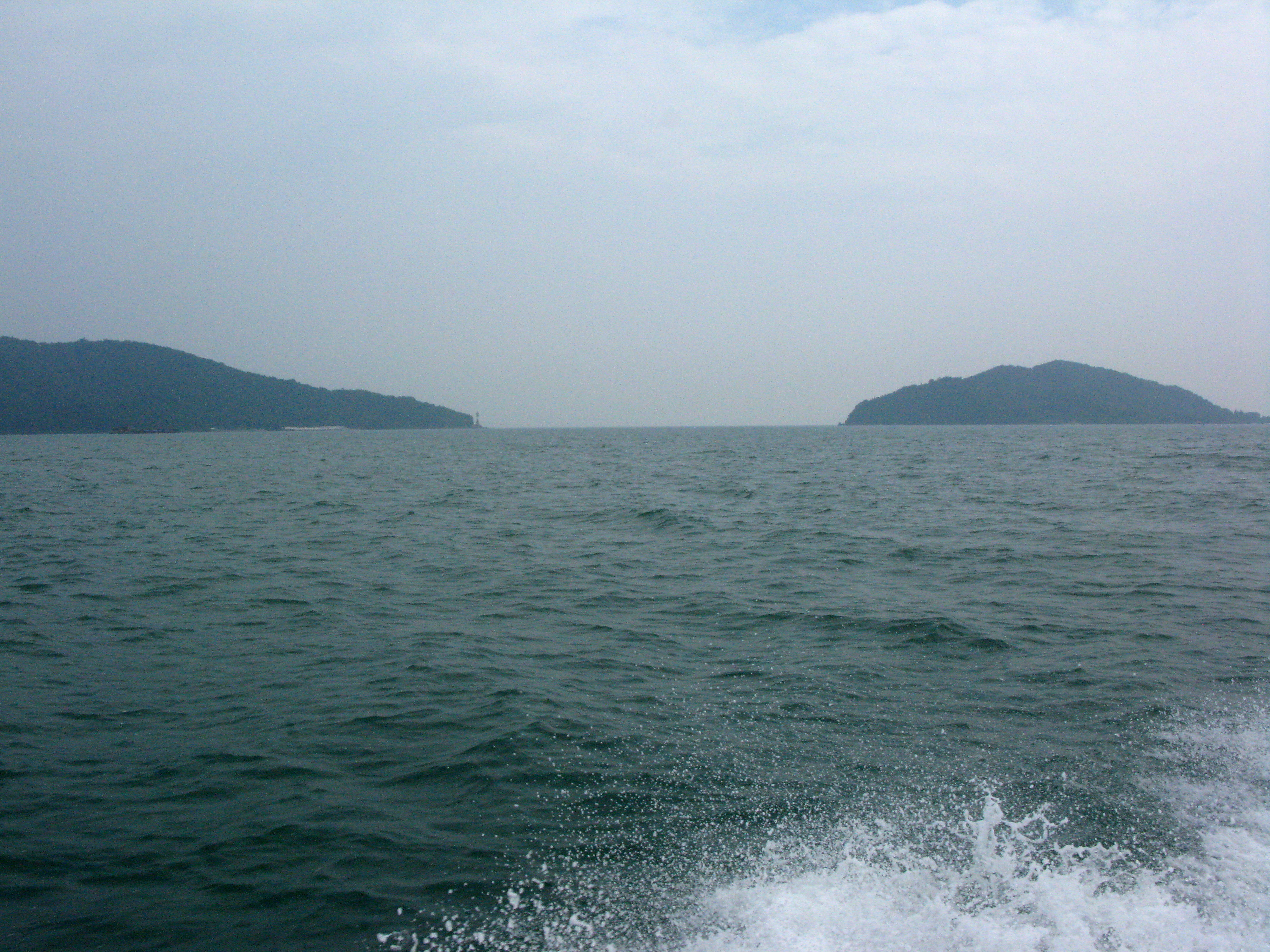
Địa điểm được giả thuyết là "sông Mang" giữa hai đảo Cái Bàn và Vân Hải nơi xảy ra cuộc tập kích của quân và dân Đại Việt dưới sự chỉ huy của Trần Khánh Dư và anh em họ Phạm người Quan Lạn vào đoàn thuyền của Trương Văn Hổ.

Ô Mã Nhi và Phàn Tiếp vốn được giao cầm quân thủy mở đường cho đoàn thuyền lương của Trương Văn Hổ, Phí Củng Thìn theo sau. Sau khi đánh lui được quân Trần Gia, Ô Mã Nhi cho rằng thế quân Trần yếu không đáng lo, bèn tiến sâu vào nội địa để hội binh với Thoát Hoan và truy đuổi vua Trần.
Nhân Huệ vương Trần Khánh Dư được giao trấn giữ đường biển nhưng để quân Nguyên đi qua, bị thượng hoàng Thánh Tông sai sứ hỏi tội. Khánh Dư xin khất vài ngày để chuộc tội.
Đầu năm 1288, đoàn thuyền lương của Trương Văn Hổ kéo đến Vân Đồn, bị quân Trần Khánh Dư tập kích. Không có quân chủ lực bảo vệ, quân của Trương Văn Hổ mau chóng bị tiêu diệt. Văn Hổ cố gắng kéo vào đất liền nhưng đến Lục Thủy thì thuyền quân Trần đổ ra đánh càng đông. Hổ đại bại, đổ cả thóc xuống biển vì không muốn lọt vào tay quân Trần, rồi bỏ chạy về Quỳnh châu.
Thuyền lương của Phí Củng Thìn kéo theo sau, mới đến Huệ châu đã gặp bão, trôi giạt tới Quỳnh châu. Đoàn thuyền lương do Từ Khánh chỉ huy thì đi lạc tới Chiêm Thành rồi quay trở lại Quảng Đông. Như vậy, các thuyền lương của quân Nguyên mất hoàn toàn.
Theo Nguyên sử, quân Nguyên trong trận này chết 220 người, thuyền mất 11 chiếc, lương mất hơn 14.300 thạch. Con số đó chắc chắn là thấp hơn nhiều so với sự thực, vì Trương Văn Hổ chỉ chạy thoát trên một chiếc thuyền. Chiến thắng Vân Đồn có một ý nghĩa rất lớn đối với toàn bộ cuộc kháng chiến lần thứ ba của nhà Trần, vì vấn để lương thực đã trở lên vô cùng khó khăn đối với quân Nguyên.
Chiến thắng Vân Đồn – Lục Thủy là bước ngoặt quan trọng của cuộc chiến. Việc Nhân Huệ vương Trần Khánh Dư phá tan được đoàn thuyền lương khiến mọi toan tính chiến lược của quân Nguyên đã bị đảo lộn. Việc thiếu lương thực đã đẩy quân Nguyên vào một thế trận hoàn toàn bị động. Cương mục viết: "Quân Nguyên từ đấy thiếu lương ăn, mỗi ngày một quẫn bách thêm. Quân sĩ ai cũng muốn về, không ai có lòng chiến đấu. Cho nên năm bấy giờ quân Nguyên lại kéo sang mà dân ta bị hại không đến nỗi thảm khốc như năm trước. Khánh Dư thực đã dự một phần công lao".

### Thoát Hoan rút về Vạn Kiếp
Trong khi Thoát Hoan vây đánh Thăng Long thì các tướng Nguyên ở Vạn Kiếp vẫn tiếp tục củng cố căn cứ này làm bản doanh; lập hành lang thông sang Trung Quốc để báo tin về nước, nhưng nhiều đồn trại qua các vùng núi thường bị quân Trần đánh phá và cô lập.
Thoát Hoan vây đánh Thăng Long, chờ mãi không thấy thuyền lương của Trương Văn Hổ tới, bèn sai Ô Mã Nhi đi đón. Ô Mã Nhi khi đi tìm đoàn thuyền lương phải qua đây và đã bị tập kích ở cửa Văn Úc (ngày 10 tháng 2 năm 1288), và trên biển gần Tháp Sơn, bị thiệt hại nặng mà vẫn không thấy Trương Văn Hổ đâu, đành quay về Vạn Kiếp. Dọc đường về Vạn Kiếp, Ô Mã Nhi đã cướp được 4 vạn thạch gạo. Các đơn vị của A Bát Xích cũng đã giao chiến với quân Trần tại Tháp Sơn và cũng cướp được 1,3 vạn thạch lương thực. Nhưng ngần đó lương thực cũng không thể đủ nuôi số lượng quân Nguyên quá đông trong một thời gian đủ dài.
Ở Thăng Long mà không có lương thực, Thoát Hoan lúng túng. Đã vậy, quân Đại Việt đã phản công mạnh mẽ và kiểm soát vùng Hải Dương và Hải Phòng đẩy Thoát Hoan vào nguy cơ bị cắt đường về Vạn Kiếp. Trước tình hình như vậy, Thoát Hoan rút quân khỏi Thăng Long quay về Vạn Kiếp, sai Abaci đi tiên phong mở đường.
Cho đến cuối tháng 3/1288, tức gần 4 tháng tính từ khi Thoát Hoan dẫn quân đặt chân vào lãnh thổ Đại Việt, thủy bộ quân Nguyên đã dần co cụm lại ở Vạn Kiếp và phụ cận, lương thực ít ỏi, vùng chiếm đóng liên tục bị tập kích, bệnh tật cũng lan rộng trong quân do thời tiết chuyển từ xuân sang hè. Nguyên sử chép rằng quân Nguyên bi dịch bệnh rất nhiều, không thể tiếp tục tiến binh nên phải lui trở lại.
Để kéo dài thời gian cho quân Nguyên thêm xuống sức, vua Trần dùng kế trá hàng. Hưng Ninh vương Trần Tung được phái sang trại quân Nguyên, hẹn ngày "xin hàng". Thoát Hoan tưởng là thật, bèn án binh bất động, sửa sang thành lũy mà chờ đợi vua Trần đến. Đang lúc quân Nguyên mất cảnh giác, quân Đại Việt thình lình tấn công vào ban đêm, hạ liền mấy trại. Thoát Hoan biết mình mắc mưu, vô cùng tức giận, hạ lệnh cho Vạn hộ Giải Chấn đốt thành lũy, muốn dẫn toàn quân ra tử chiến một phen. Các tướng Nguyên dưới quyền phải hết sức can ngăn, Thoát Hoan mới bình tâm trở lại mà hủy lệnh.
Tại Vạn Kiếp, quân Nguyên cố thủ trong các thành gỗ nhưng thường xuyên bị quân Đại Việt tập kích vào ban đêm. Tình hình thiếu lương thực càng ngày càng trầm trọng. Tướng lĩnh quân Nguyên hoang mang, cùng nhau bàn bạc kế tiến thủ. Theo Tân Nguyên sử, Thần Nỗ Tổng Quản của quân Nguyên là Giả Nhược Ngu bàn rằng: "Quân có thể về, không thể giữ". Các tướng Nguyên khác cùng tiếp lời: "Giao Chỉ chẳng có thành trì nào có thể giữ được, không có kho lương tiếp tế lương thực. Vả lại thời tiết đã nóng, sợ rằng hết lương binh mỏi, không thể ở lâu, làm xấu mặt triều đình, nên cho toàn quân quay về"
Thoát Hoan quyết định rút quân khỏi Đại Việt. Lúc đó là vào khoảng cuối tháng 3 năm 1288, tức là chỉ 3 tháng sau khi tiến quân vào Đại Việt. Quân Nguyên chia làm 2 ngả rút về, một ngả của thủy quân do Ô Mã Nhi và Phàn Tiếp chỉ huy. Một ngả của bộ binh do Thoát Hoan chỉ huy.

### Trận Bạch Đằng
Xem chi tiết: Trận Bạch Đằng 1288

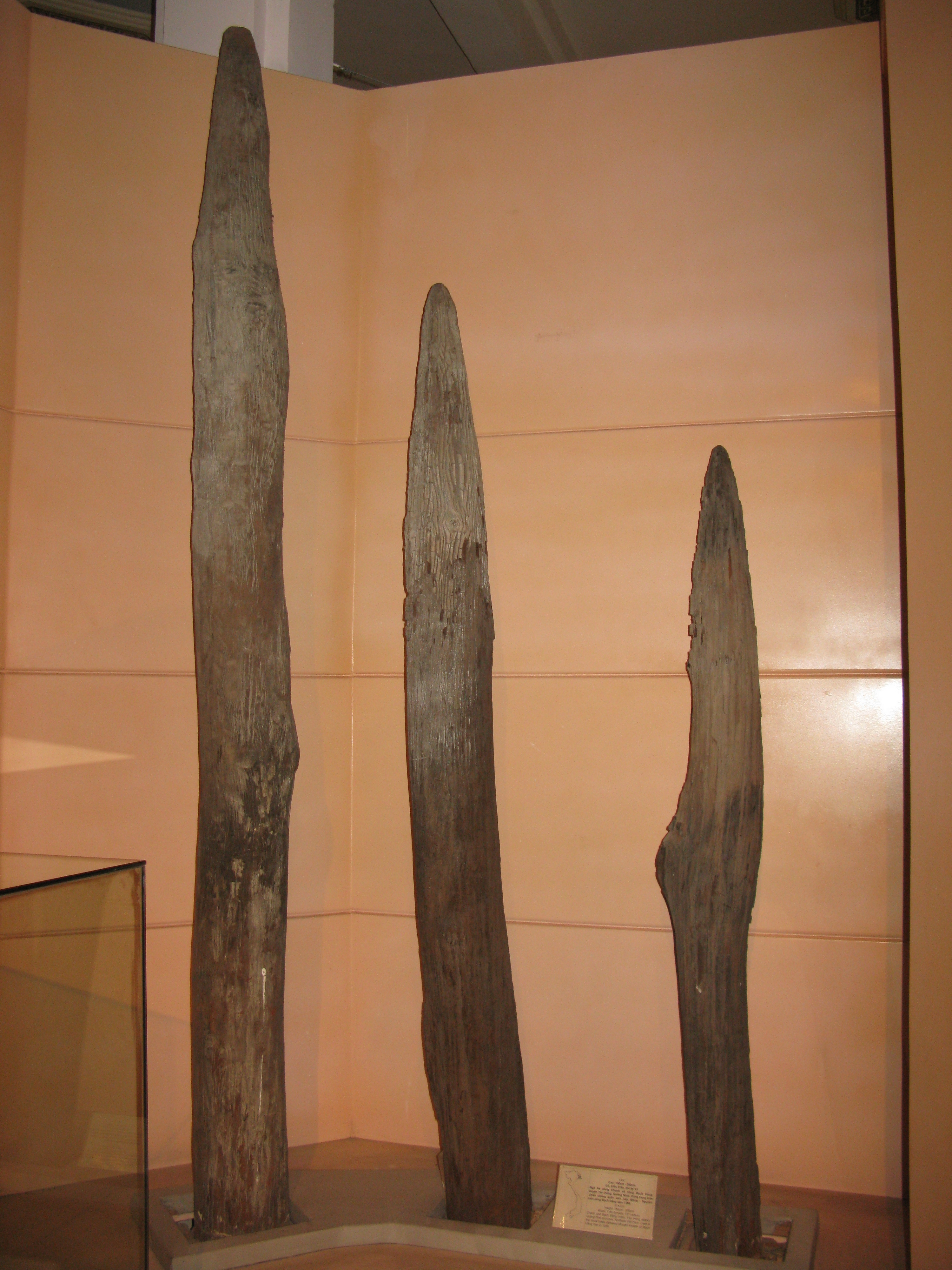
Những cọc nhọn được cho là đã được quân Đại Việt dùng để tiêu diệt thủy quân Nguyên. Hiện vật trưng bày tại Bảo tàng Lịch sử Việt Nam.

Để bảo vệ cho thủy quân rút lui, Trình Bằng Phi và Đạt Truật được Thoát Hoan phái đi hộ tống, nhưng bị chặn đánh liên tục phải quay về Vạn Kiếp đi cùng đại quân bộ. Đoàn thuyền của Ô Mã Nhi không có bộ binh bảo vệ đã bị chặn đánh liên tục, mãi tới ngày 8 tháng 4 năm 1288 mới tiến tới Trúc Động định vào sông Giá. Tuy nhiên, quân Đại Việt đã ngăn được quân Nguyên vào sông Giá, khiến Ô Mã Nhi phải tiến vào sông Bạch Đằng. Tại đây, quân Đại Việt bố trí một trận địa cọc ngầm. Một lực lượng lớn bộ binh Đại Việt lại trú tại Tràng Kênh chờ đánh vào sườn phải quân Nguyên khi họ vào sông Bạch Đằng, còn một lực lượng lớn nữa trú tại khu rừng bên tả ngạn sông sẽ đánh vào sườn trái đối phương. Thủy quân Đại Việt thì ẩn náu trên các sông khác thông với sông Bạch Đằng.
Sáng ngày 9 tháng 4 năm 1288, thủy quân Nguyên tiến vào sông Bạch Đằng, thấy thủy quân Việt liền đuổi đánh, song va phải các cọc ngầm và bị chặn lại. Quân Đại Việt từ khắp các hướng đổ ra đánh. Đích thân vua Trần và Trần Hưng Đạo cầm quân tham chiến.
Tướng quân Nguyễn Khoái thống lĩnh quân Thánh Dực dũng nghĩa, đội cấm binh tinh nhuệ nhất của Đại Việt từ hạ lưu đánh thẳng vào chính diện đội hình chiến thuyền Nguyên Mông. Đội thuyền đang giả thua cũng quay đầu lại đánh, chắn ngang đường ra biển. Từ các nhánh sông Chanh, sông Kênh, sông Giá, sông Thai, sông Điền Công... thủy quân Trần vốn mai phục sẵn từ trước nhất tề đổ ra đánh. Đồng thời hàng loạt các thuyền bè chở đầy chất cháy được đốt rồi lao thẳng vào thuyền quân Nguyên Mông. Từ hai bên bờ sông, cung tên, hỏa tiễn bắn ra liên tục.
Các tướng Nguyên là Phàn Tiếp, Lưu Khuê, Hoạch Phong, Ô Mã Nhi, Trương Ngọc, Tích Lệ Cơ cùng chỉ huy quân lính cố gắng chống trả. Phàn Tiếp cho quân đổ bộ lên chiếm lấy núi Tràng Kênh, toan lấy chỗ cao cho quân tựa lưng vào đó mà dàn trận. Quân của Phàn Tiếp vừa lên bờ đã bị phục binh ở núi Tràng Kênh vây đánh, đẩy xuống sông.
Thủy triều rút làm cho số thuyền bị cọc nhọn làm hư hại càng tăng. Cả đoàn thuyền bị ùn tắc, đám thuyền không vướng cọc thì cũng bị một đội thuyền của quân Trần chặn ngang từ phía hạ lưu, không sao thoát ra hướng biển được. Quân Nguyên bị hãm giữa trận, tiến thoái đều không được.
Đến chiều, toàn bộ cánh quân thủy của quân Nguyên bị tiêu diệt. Tướng Nguyên là Trương Ngọc chết trong đám loạn quân. Tướng Trần là Đỗ Hành bắt được Ô Mã Nhi và Tích Lệ Cơ. Phàn Tiếp bị thương, nhảy xuống nước, bị quân Trần dùng câu liêm móc lên, bắt sống Siragi và Lý Thiên Hựu. Khoảng 6 vạn quân Nguyên chết hoặc bị bắt (gần như không thoát được ai), hàng trăm tàu thuyền bị chìm, hơn 400 chiến thuyền khác lọt vào tay quân Trần. Gần như toàn bộ thủy quân Nguyên bị tiêu diệt.
Ô Mã Nhi bị đem giải đến thuyền ngự của Thượng hoàng Trần Thánh Tông. Thượng hoàng sai người rót rượu cho Ô Mã Nhi uống.
Một số sách sử chép những người bị bắt với Ô Mã Nhi gồm Tích Lệ và Cơ Ngọc. Các sử gia hiện đại đính chính rằng đó không phải là hai người mà chỉ là một người: hoàng thân Tích Lệ Cơ, được phong tước vương nên gọi là Tích Lệ Cơ vương. Do chữ "vương" và chữ "ngọc" gần giống nhau nên sử cũ đã nhầm.

#### Giả thuyết khác
Có ý kiến cho rằng, ngay từ khi nhận chức Tiết chế ở Bình Than, Trần Quốc Tuấn đã theo kế của Ngô Quyền, muốn ngăn quân địch tiến vào bằng cọc nhọn ở sông Bạch Đằng. Số cọc nhọn làm năm 1288 chỉ là số bổ sung thêm.
Ngay từ năm 1284, Trần Quốc Tuấn đã giăng bẫy ở đây và muốn dồn địch vào trận địa cọc, nhưng quân Trần yếu thế không thực hiện được ý định. Kết quả quân Nguyên vượt qua an toàn.
Năm 1287, khi Ô Mã Nhi tiến vào cũng mang quân đông và mạnh khiến quân Trần không thể dồn quân Nguyên tới bãi cọc vào thời điểm triều rút, do đó việc bố trí cọc cũng vô hiệu.
Theo ý kiến của Trần Xuân Sinh, các tướng Nguyên không thể không biết về bài học trận Bạch Đằng, 938 của quân Nam Hán; nhưng do hai lần đã đi qua dễ dàng, quân Nguyên chủ quan không đề phòng cạm bẫy ở sông Bạch Đằng năm 1288. Chính vì vậy khi rút lui đã bị sa vào trận địa và bị diệt hoàn toàn.

### Trận Lạng Sơn
Ngày 8 tháng 4 năm 1288, quân của Thoát Hoan từ Vạn Kiếp tiến lên Lạng Sơn. Abaci dẫn quân kỵ đi mở đường. Siktur được lệnh dẫn một cánh đi theo hướng Tây (qua Chi Lăng), nhưng đến Hãm Nê thì bị quân Đại Việt chặn đánh, đành trở lại nhập vào đoàn quân của Thoát Hoan. Ngày 11 tháng 4, đội quân Nguyên tiến tới cửa Nội Bàng (thị trấn Chũ và xã Bình Nội của Bắc Giang ngày nay) và lọt vào trận địa phục kích của quân Đại Việt. Quân Nguyên cố sức chống cự; Daraci và Lưu Thế Anh phải liều chết mở đường máu cho đại quân thoát khỏi cửa Nội Bàng. Qua được Nội Bàng, Thoát Hoan nhận được tin trinh sát rằng phía trước quân Đại Việt "chia binh hơn 30 vạn, giữ cửa quan Nữ Nhi cùng núi Khâu Cấp, trải dài hơn trăm dặm chặn đường về". Con số 30 vạn có lẽ là do quân Trần nói phao lên để lừa trinh sát quân Nguyên, vì phần lớn quân chủ lực Đại Việt đã dồn về ven biển để đánh diệt thủy quân Nguyên, toàn tuyến biên giới trên bộ chỉ có khoảng vài vạn quân Trần hoạt động.
Quân Nguyên đành đổi hướng đi qua Đơn Kỷ về Lộc Châu. Tuy nhiên qua đường này, quân Nguyên vẫn bị quân Đại Việt tập kích.
Nguyên sử chép: "Lúc đó quân ta đã thiếu ăn lại mệt vì chiến đấu, tướng tá nhìn nhau thất sắc" nhưng vẫn phải "cố xông vào mà đánh" và "buộc vết thương lại mà đánh". A Bát Xích trúng tên độc, đầu cổ đều sưng vù rồi chết trên đường đi. Mãi đến ngày 19 tháng 4 năm 1288, quân Nguyên mới thoát khỏi biên giới về đến Tư Minh. Ái Lỗ đem quân bản bộ về Vân Nam, Áo Lỗ Xích đem tàn binh còn lại về bắc. Cuộc xâm lược Đại Việt lần thứ ba của Nguyên Mông chính thức kết thúc.

### Kết cục các tướng Nguyên
Thoát Hoan cùng Trình Bằng Phi chạy thoát về nước. Gần như ngay khi về nước, Ái Lỗ bị cảm lị qua đời (1288).
Các viên đầu mục người Mông bị bắt được tha về. Những tướng người Hán bỏ hàng ngũ Mông Cổ theo Đại Việt được nhà Trần chấp thuận, cấp đất cho sinh sống.
Riêng Ô Mã Nhi, sử cũ của Việt Nam cho rằng: vì Ô Mã Nhi khoẻ mạnh, dũng mãnh và tàn ác, giết hại nhiều người Việt và phá lăng vua Trần, Trần Quốc Tuấn đã thực hiện ý định ám sát để ngừa hậu hoạ. Ông cấp thuyền cho Ô Mã Nhi trở về, nhưng lại sai người (có thuyết cho là Yết Kiêu) sung làm phu chèo thuyền và nhân lúc đêm tối dùi thuyền thủng cho đắm. Ô Mã Nhi bị chết đuối. Trần Nhân Tông gửi thư sang nói với Hốt Tất Liệt rằng thuyền bị rỉ nước nên đắm. Nhà Nguyên không thể tra cứu việc đó nên buộc phải lờ đi, không trách cứ. Nguyên sử chép lại bức thư của vua Nhân Tông gửi vua Nguyên về việc này:
"Tham chính Ô Mã Nhi theo kỳ định đã về sau. Chẳng may đêm đến, thuyền rỉ nước, tham chính tầm vóc cao lớn lực lưỡng, khó bề cứu vớt, mới nỗi phải chết chìm; người chở thuyền của tiểu quốc vì vớt ông ấy, cũng đều phải chết cả. Thê thiếp và tiểu đồng của Tham chính cũng suýt chết đuối, may vì mình mẩy bé nhẹ nên mới cứu được..."
Có ý kiến cho rằng Ô Mã Nhi đã bị giết trong trận Bạch Đằng và vụ ám sát do Nguyên sử đặt ra để cho nhà Trần là hẹp lượng. Một căn cứ là sau này trong bài Bình Ngô Đại Cáo, Nguyễn Trãi viết: 
Sông Bạch Đằng giết toi Ô Mã (Mã Nhi hựu ế ư Bạch Đằng hải).
Vụ giết Ô Mã Nhi bị một số sử gia Ngô Sĩ Liên, Ngô Thì Sĩ coi là "thất tín", còn Trần Trọng Kim đồng tình với Tự Đức coi là "bất nhân phi nghĩa". Các sử gia hiện đại của Việt Nam thì cho rằng: tuy không phải đáng khen nhưng không có gì đáng chê trách, mạt sát cả. Đó là sự trả giá của Ô Mã Nhi với người Việt. Riêng Lê Văn Siêu phản đối nhận định của Tự Đức gay gắt hơn trong việc này:
"Vua Tự Đức chê (việc này) là bất tín bất nghĩa... Nhưng sao đế vương ngài chẳng đem cái ý niệm đạo đức ấy mà soi vào việc tổ phụ ngài là Nguyễn Ánh đã xử tử tế như thế nào với di hài của Quang Trung? Còn đây là tướng giặc, đã từng giết thác (chết) bao nhiêu người, từng đuổi ngặt vua và thượng hoàng, lại từng phá lăng miếu tổ tiên người ta..."
Phàn Tiếp lo buồn thành bệnh qua đời ở Đại Việt, Trần Nhân Tông sai hoả táng và cấp người ngựa cho vợ con mang xác về nước. Có ý kiến cho rằng Phàn Tiếp cũng bị giết lén cùng Ô Mã Nhi.
Hoàng thân Tích Lệ Cơ cùng các tướng người Mông khác được trở về nước tháng 2 năm 1289.

## Kết quả
Kế hoạch xâm lược Đại Việt của nhà Nguyên một lần nữa thất bại. Một số tướng lĩnh xuất sắc của nhà Nguyên đã chết, như A Bát Xích, Ô Mã Nhi, Phàn Tiếp. Phần lớn chiến thuyền của quân Nguyên bị tiêu diệt hoặc bắt giữ. Số lượng binh sĩ tử trận là không nhỏ, đặc biệt là lực lượng thủy quân bị tiêu diệt gần như toàn bộ.
Riêng cánh quân Vân Nam của Ái Lỗ, sử cũ không ghi rõ kết cục. Trần Xuân Sinh phỏng đoán rằng đạo quân này theo ngược sông Hồng trở về Vân Nam, sau khi Thoát Hoan rời Vạn Kiếp. Nguyên sử chỉ ghi ngắn gọn: "Thoát Hoan lệnh cho Ái Lỗ  rút về Vân Nam".
Tin bại trận về đến nơi, vua Nguyên là Hốt Tất Liệt lồng lộn nổi giận, đã lệnh cho Thoát Hoan ra ở đất Dương Châu, suốt đời không cho về kinh nhìn mặt.

### Ngoại giao sau chiến tranh
Về phía Đại Việt, tuy đã làm phá sản kế hoạch xâm lược của quân Nguyên, nhưng nhiều tướng sỹ đã tử trận. Triều đình Đại Việt mong muốn hai nước hòa hảo, dập tắt lửa chiến tranh. Vì thế, chỉ khoảng một tháng sau thì sứ giả Đại Việt đã sang nước Nguyên để mong nối lại bang giao. Tháng 5/1288, sứ bộ nhà Trần gồm Nguyễn Đức Vinh, Đoàn Khải Khung sang tặng cống phẩm, đưa biểu "tạ tội". Sứ bộ Nguyễn Đức Vinh sang Nguyên đúng vào lúc Hốt Tất Liệt hậm hực nên đã bị giam lỏng, không cho về nước. Mùa đông năm 1288, sứ bộ thứ hai của Đại Việt do Đỗ Thiên Hư lại sang Nguyên, đem theo một số tù binh trao trả lại cho nước Nguyên. Trong số tù binh có quý tộc Mông Cổ là Tích Lệ Cơ cũng được trao trả trong đợt này.
Ngày 21/03/1288, sứ bộ nước Nguyên do Lưu Đình Trực, Lý Tư Diễn sang đến kinh đô Đại Việt. Triều đình nhà Trần ân cần đón tiếp. Lưu Đình Trực cưỡi ngựa đến tận cung điện, đích thân Hưng Đạo vương Trần Quốc Tuấn phải ra đón sứ, mời vào điện Tập Hiển tiếp đãi. Chiếu thư của vua Nguyên yêu cầu vua Trần phải sang chầu, và phải thả hết các tướng Nguyên còn đang bị bắt làm tù binh.
Vua Trần không chấp nhận sang chầu vua Nguyên, lấy cớ rằng "tuổi già không đi xa được". Còn về tướng tù binh thì làm theo kế mà Hưng Đạo vương hiến: Một mặt triều đình công khai lệnh cho Nội tư gia Hoàng Tá Thốn đưa Ô Mã Nhi về nước theo đường biển. Mặt khác ngầm sai người bơi lặn giỏi làm phu chèo thuyền, khi ra chỗ nước sâu, phu thuyền nhân lúc đêm đến lặn xuống nước đục thuyền cho chìm khiến Ô Mã Nhi bị chết đuối, ngụy trang đó là một vụ tai nạn. Vua Trần lại sai đại phu Đàm Minh cùng Chu Anh Chủng theo sứ đoàn nước Nguyên sang gặp Hốt Tất Liệt, gửi biểu biện bạch của vua Trần. Hốt Tất Liệt và quan lại Nguyên khi nghe lời biện bạch của sứ giả Đại Việt, đọc qua biểu trần tình của vua Trần ai nấy cũng nghi ngờ không phải sự thật, nhưng không có lý lẽ gì để bắt bẻ.

## Kế hoạch chinh phạt Đại Việt lần 4
Sau những thất bại, vua tôi nước Nguyên rút kinh nghiệm, bàn nhau mở một hướng tấn công trọng tâm khác vào Đại Việt.
Ngày 10/3/1289, Quản quân vạn hộ Thành Đô là Lưu Đức Lộc tâu xin đem 5.000 quân đi chiêu dụ các bộ lạc vùng tây nam nước Nguyên để từ đó tiến đánh Đại Việt. Hốt Tất Liệt chấp thuận, còn cho thành lập Soái phủ, phong Lưu Đức Lộc làm Đô nguyên soái, cấp cho 1 vạn quân Tứ Xuyên. Nguyên triều toan tính rằng sẽ chuẩn bị mở một cuộc xâm lược với hướng tấn công chính đánh vào vùng tây bắc nước Đại Việt, hy vọng rằng tấn công từ hướng này sẽ phát huy hết thế mạnh về kỵ bộ, tránh được ưu thế thủy quân Đại Việt.
Tuy nhiên, kế hoạch mới chỉ trong giai đoạn phôi thai và sớm gặp trở ngại. Trong những năm từ 1288, tình hình nội bộ nước Nguyên bất ổn. Nhà Nguyên huy động binh lính chinh phạt liên tục, thường xuyên áp bức, bóc lột nhân dân. Nhất là các vùng phía nam, Nguyên Mông đã huy động rất nhiều sức người sức của đổ vào chiến tranh với Đại Việt, Chiêm Thành, Java... Dân chúng quá khổ sở, nổi dậy chống lại ở nhiều nơi. Phúc Kiến có quân Hoàng Hoa; Quảng Đông có quân của Đổng Hiền Cử; Chiết Giang có Dương Trấn Đông, Liễu Thế Anh; Tuần Châu có Chung Minh Lượng có đến hàng vạn quân nổi dậy. Cả vùng phía nam nước Nguyên loạn lạc.
Án sát sứ Phúc Kiến là Vương Tồn tâu lên với Hốt Tất Liệt: "Phúc Kiến quận huyện hơn 50 chỗ, liền núi tiếp biển, thực là khu trọng yếu ở biên cương. Từ khi bình Tống đến nay, quan lại tàn bạo, cho nên dân ngu thường tụ nhau nổi dậy, triều đình đem quân đi đánh lại giày xéo tan nát... Huống dân quy phụ ở Phúc Kiến đến mấy trăm vạn hộ, trong vụ biến Hoàng Hoa đi theo đến 4-5 phần mười, nay thanh thế của Minh Lượng lại rầm rộ hơn Hoa, sao có thể coi là bọn giặc cỏ tầm thường. Nên tuyển tinh binh, nghiêm hiệu lệnh, dùng kế mà đánh, nếu không thì không dứt được mối hoạ". Ngự sử đại phu nước Nguyên là Oa Lúc lên Hốt Tất Liệt: "Giặc cướp nổi lên ở Giang Nam hơn 400 chỗ, nên chọn tướng để đi đánh" Thế là kế hoạch đánh Đại Việt phải ngừng lại để lo dẹp nội loạn.
Ở phía Bắc, đế chế Mông Cổ cũng bắt đầu tan vỡ. Các vương tôn Mông Cổ ở phía bắc liên kết nhau chống lại Hốt Tất Liệt. Năm 1287, vương tôn Nãi Nhan  cất quân chống lại Nguyên triều. Hốt Tất Liệt đã phải thân chinh đi đánh, bắt được Nãi Nhan. Hãn quốc Sát Hợp Đài và nhà Nguyên cũng thường xuyên xảy ra xung đột. Hải Đô, cháu nội Oa Khoát Đài liên minh với Đô Oa (Duwa) đem quân từ Hãn quốc Sát Hợp Đài tấn công vào miền bắc nước Nguyên của Hốt Tất Liệt. Đến năm 1289, đích thân Hốt Tất Liệt lại phải cầm quân lên phía bắc chống lại, Hải Đô phải lui binh nhưng chiến sự giữa nhà Nguyên và Hãn quốc Sát Hợp Đài vẫn diễn ra dai dẳng nhiều năm sau nữa. Cuộc chiến này đã làm suy yếu cả hai đế chế của người Mông Cổ.
Ngày 2/7/1290, Thượng hoàng Trần Thánh Tông qua đời. Nguyên chủ muốn nhân lúc Đại Việt có tang mà gây sự. Thừa tướng Hoàn Trạch  và viên Bình chương Bất Hốt Mộc can ngăn, vì tình hình nước Nguyên cũng không khả quan để có thể nam chinh. Hốt Tất Liệt sau khi cân nhắc đành phải nghe theo.
Năm 1293, Hốt Tất Liệt lại nung nấu ý muốn thôn tính Đại Việt, triệu Lưu Quốc Kiệt Bạt Đô (Bạt Đô tức là dũng sĩ) vào triều để giao việc. Hốt Tất Liệt lệnh thành lập Hồ Quảng An Nam hành tỉnh, giao cho Lưu Quốc Kiệt làm tướng soái, cùng thân vương Diệp Cát Lý Đải (Ikiradai) với các tướng Trần Nham, Triệu Tu Kỷ, Vân Tòng Long, Trương Văn Hổ, Sầm Hùng... chuẩn bị nam chinh. Lưu Quốc Kiệt được lệnh đến Ngạc Châu bàn bạc với Trần Ích Tắc kế hoạch. Ban đầu, Nguyên triều điều động 1.000 chiếc thuyền, mỗi chiếc chứa được 100 hộc, 56.570 quân, 35 vạn thạch lương thực, hai vạn thạch thức ăn cho ngựa, 21 vạn cân muối, 70 vạn khí giới tập trung ở Tĩnh Giang (thuộc Quảng Tây), lấy cớ là dẹp giặc ngoài biên giới để Đại Việt không đề phòng. Bấy giờ có tù trưởng tên Hoàng Thánh Hứa, vốn là tri châu Thượng Tư (thuộc Thượng Lang, Cao Bằng ngày nay) đã nổi dậy, đem hàng vạn quân đánh phá Ung Châu. Nguyên triều muốn lấy việc đánh dẹp Hoàng Thánh Hứa làm bình phong cho việc tập trung quân tấn công Đại Việt. Từ năm 1293 đến 1294 tập trung lực lượng, của cải, mộ quân. Quảng Đông được lệnh đóng thêm 500 chiến thuyền, dân vùng Quảng Tây được lệnh làm đồn điền để chu cấp cho quân nam chinh. Việc chuẩn bị đang gấp rút chuẩn bị thì đến ngày 18/2/1294, Nguyên chủ Hốt Tất Liệt ốm chết. Thái tử Thiết Mộc Nhĩ lên kế vị, là Nguyên Thành Tông. Vua mới không có lòng hận Đại Việt, nhân cớ trong nước có tang mà xuống lệnh bãi binh.

## Định công phạt tội
Tháng 4 âm lịch năm 1289, Trần Nhân Tông xét công lao các tướng sĩ trong trận thắng quân Nguyên. Các tướng Trần Quốc Tuấn được phong tước "đại vương", Hưng Vũ vương Trần Quốc Nghiễn phong Khai quốc công, Hưng Nhượng vương Trần Quốc Tảng phong Tiết độ sứ; Đỗ Khắc Chung được ban họ Trần của vua; Nguyễn Khoái được phong Liệt hầu và 1 hương (xã) làm thái ấp (sau được mang tên ông, gọi là Khoái Lộ); Phạm Ngũ Lão được phong Dực Thánh quân. Tù trưởng Lạng Giang Lương Uất có quân công nên được phong làm Trại chủ Quy Hóa. Tù trưởng Hà Tất Năng có công chỉ huy người thiểu số đánh giặc, được phong tước Quan phục hầu. Các tù trưởng người Mường, Tày, Thái, Dao đều được phong chức phục hầu.
Hưng Trí vương Trần Quốc Hiện cũng có công lao rất lớn, nhưng vì cãi lệnh vua đem quân đánh bọn Thoát Hoan trong khi vua đã hạ lệnh thả cho chúng một con đường sống nên ông không được phong thưởng. Nội minh tự Đỗ Hành bắt được Ô Mã Nhi, là lập được đại công nhưng vì không dâng lên vua mà lại dâng lên Thượng hoàng nên bị bắt tội bất kính, chỉ được phong tước Quan nội hầu.
Ngoài ra, Trần Nhân Tông còn phong cho tông thất có công, như con cháu Hưng Đạo Vương Trần Quốc Tuấn trấn thủ các vùng thượng du. Triều đình lại cho vẽ chân dung, ghi công trạng những người có chiến công đặc biệt trong hai cuộc chiến (kháng chiến chống Nguyên lần 2, lần 3) vào sách Trùng Hưng Thực Lục.
Bấy giờ người trong nước lập được quân công rất nhiều mà chức tước, bổng lộc của triều đình thì có giới hạn. Việc thưởng công xong rồi, nhiều người vẫn cho là sơ sài. Thượng hoàng Trần Thánh Tông bèn dụ rằng:
Nếu các khanh biết chắc là giặc Hồ không vào cướp nữa thì nói rõ cho trẫm biết, dù có thăng đến cực phẩm trẫm cũng không tiếc. Nếu không thế mà đã vội thưởng hậu, vạn nhất giặc Hồ trở lại, và các khanh lại lập công nữa thì trẫm lấy gì mà thưởng để khuyến khích thiên hạ
Xét tới những người từng theo hàng quân Nguyên khi quân Nguyên đang mạnh, quan viên phạm tội thì xử tử hoặc bắt đi đày, còn quân dân thì đều miễn tội nhưng bị bắt phải chịu phu dịch, chuyên chở gỗ đá để xây dựng cung điện. Cận thần rất được tin dùng của vua Trần Nhân Tông là Đặng Long trước đây vua đã định phong làm Hàn Lâm học sĩ nhưng Thượng hoàng ngăn cản, Đặng Long bất mãn nên hàng giặc. Khi Long bị bắt, vua sai đem chém đầu làm răn. Trần Ích Tắc theo nhà Nguyên, bị đổi gọi là Ả Trần (ý nói "nhát như phụ nữ"). Trần Kiện và Trần Văn Lộng tuy đã chết nhưng vào năm 1289, vua Trần ra sắc lệnh bắt con cháu hai người cũng bị tịch thu gia sản và đổi sang họ Mai (枚).
Những hương sớm hàng giặc là Bàng Hà, Ba Điểm thì bắt dân ở đó đời đời chỉ được làm lính, làm nô, không được đi thi hay tiến cử làm quan, làm tướng.
Khi quân Nguyên thua chạy, bỏ lại một tráp công văn. Quân Trần bắt được, có nhiều giấy tờ của các quan lại tư thông với quân Nguyên. Đình thần muốn mang đối chiếu để trị tội, nhưng thượng hoàng Trần Thánh Tông làm theo gương Hán Quang Vũ Đế, cho rằng trị tội kẻ tiểu nhân cũng vô ích, rồi sai đốt hết đi.

## Chiến thuật và ý nghĩa
Trong trận chiến lần thứ ba, giữa quân Trần và quân Nguyên đã đụng độ dàn trải trên nhiều địa bàn ở hầu hết miền bắc Đại Việt. Quân Trần đã chủ động nhằm vào những điểm yếu của quân Nguyên để đánh tiêu hao lực lượng địch.
Khi quân Nguyên tiến vào, quân Trần không rút lui co cụm hoàn toàn về phía sau mà vẫn chủ động bố trí lực lượng chặn đánh địch trên nhiều tuyến. Ngoài mặt trận chính ở Lạng Sơn, Vạn Kiếp và Thăng Long mà quân Nguyên chiếm ưu thế, quân Trần vẫn có được hai trận thắng ở phía sau lưng quân chủ lực Thoát Hoan: trận Cao Lạng đánh tan hậu đội của Lê Tắc và đặc biệt là trận Vân Đồn cắt đứt hoàn toàn lương thực của quân Nguyên khiến Thoát Hoan buộc phải điều quân tản rộng ra để cướp của người Việt. Chiến thắng Vân Đồn được các sử gia đánh giá có tầm quan trọng rất lớn, quyết định bước ngoặt chiến trường, vì đạo quân đông đảo của Thoát Hoan không có lương thực sẽ rất nhanh rơi vào tình trạng nguy khốn. Nếu số lương của Trương Văn Hổ tới được tay Thoát Hoan thì đã có thể giúp cho quân Nguyên kéo dài chiến sự và gây thêm nhiều khó khăn cho Đại Việt.
Nhà Trần một lần nữa lại lập võ công đẩy lui được một cuộc xâm lược quy mô của nhà Nguyên, giữ vững được bờ cõi. Trận Bạch Đằng, 1288 cũng được ghi nhận là một trong những trận đánh nổi tiếng nhất trong lịch sử Việt Nam. Tuy nhiên, thắng lợi lần thứ ba chưa thực sự chấm dứt được chiến tranh. Sau cuộc chiến, nhà Trần đã chủ động dùng biện pháp ngoại giao để lập lại hoà bình; Hốt Tất Liệt vẫn muốn tiếp tục động binh trong những năm sau nhưng chưa có cơ hội thuận lợi. Năm 1294, Hốt Tất Liệt qua đời, Thiết Mộc Nhĩ lên ngôi ngừng việc phát động chiến tranh với Đại Việt. Khi đó chiến tranh mới thực sự chấm dứt.
Thất bại của Mông Cổ trong trận chiến này mang sự tự tin cho các quốc gia châu Á nhỏ xung quanh về các cuộc chiến của họ chống lại quân Mông Cổ sau này, đồng thời cũng đè bẹp tham vọng chinh phục toàn bộ Đông Nam Á của nhà Nguyên.

### Sách tham khảo chung
- Hà Văn Tấn và Phạm Thị Tâm (1972), Cuộc kháng chiến chống xâm lược Nguyên Mông thế kỷ XIII, Nhà xuất bản Quân đội Nhân dân, bản in lại năm 2003.
- Trần Xuân Sinh (2006), Thuyết Trần, Nhà xuất bản Hải Phòng
- Quốc Chấn chủ biên (2006), Những danh tướng chống ngoại xâm thời Trần, Nhà xuất bản Giáo dục.
- Lê Văn Siêu (2004), Việt Nam văn minh sử cương, Nhà xuất bản Thanh niên.